# Constantin Humbertopoulos
Constantin Humbertopoulos († 1112) est un général byzantin, d'origine normande, proche d'Alexis Ier Comnène.

## Biographie
Il appartient à la seconde génération des mercenaires francs de l'Empire byzantin : il serait le fils de Humbert de Hauteville, patrice, stratège et domestique des Noumeroi vers 1050, et le neveu de Robert Guiscard.
Constantin est un officier de Nicéphore Botaneiatès, dont il dirige les tagmata francs. Il épouse une Byzantine d'illustre famille et s'intègre à la vie politique et militaire de l'empire : au moment de la révolte d'Alexis, il détient la haute dignité de protonobélissime ou celle de sebastos.
Alexis parvient à le convaincre de participer au coup d'État de 1081. Il est désormais l'un des principaux lieutenants du basileus. Il dirige les régiments de mercenaires francs à la bataille de Dyrrachium (15 octobre 1081) qui se termine par une cuisante défaite d'Alexis face aux Normands de Robert Guiscard. Au printemps de 1086, après la défaite de Bélatiova contre les Petchenègues, c'est à Constantin Humbertopoulos, alors gouverneur de Cyzique, qu'Alexis ordonne de marcher avec ses régiments francs sur Andrinople pour rétablir la situation avec Tatikios. Il reste gouverneur de la ville après le départ des Petchenègues. Il fait partie des nombreux hauts dignitaires byzantins originaires d'Europe occidentale, ce qui témoigne de la confiance qu'accorde Alexis aux Occidentaux à son service.
Il dirige ces mêmes régiments en avril 1091 à la bataille de la colline de Lebounion qui voit la défaite des Petchenègues. Peu après il participe à un complot contre Alexis sans que l'on sache les motivations profondes de cet acte. Sans doute estime-t-il son action insuffisamment récompensée. Il subit alors le « triomphe ridicule » (barbe et crane rasé dans l'hippodrome) mais est rapidement pardonné : il participe au synode des Blachernes, obtient à nouveau un haut commandement  et reçoit le titre de sébaste en 1094 en couronnement de sa longue carrière.